# Массовое убийство в Ивашевке
Ма́ссовое уби́йство в Ива́шевке — 24 апреля 2016 года в селе Ивашевка Сызранского района. В результате нападения на частный дом был убит экс-глава полиции Сызрани, заместитель начальника штаба ГУ МВД России по Самарской области полковник Андрей Гошт, а также его отец, мать, жена, жена брата и племянница. Семилетняя племянница с тяжёлыми травмами была доставлена в больницу и находилась в состоянии комы.

## Ход событий
Члены семьи Гошта были убиты предположительно при помощи бит и арматур, о чём свидетельствует характер травм жертв. Убийство произошло в доме родителей полицейского, который оборудован камерами видеонаблюдения, однако все записи исчезли вместе с сервером.

## Расследование
Объявлено вознаграждение в размере 3 млн рублей за помощь в поиске убийц.
По мнению замначальника  ГУМВД по Самарской области Андрея Коновалова основной версией является имущественное нападение.
Уголовное дело с первого дня принимается в производство третьего следственного управления ГСУ СК России. Руководителем следственной группы назначен подполковник юстиции Хан Дмитрий Вилориевич, ранее известный по расследованию резонансных уголовных дел, в том числе в отношении нижегородского «расчленителя детей» Белова Олега и членов «Неверовской преступной группировки» в Самарской области.
Владимир Маркин — официальный представитель следственного комитета — заявил о наличии трёх основных следственных версий происшедшего, по состоянию на 26 апреля 2016 года, которые не раскрываются в интересах следствия.
В ночь с 30 апреля на 1 мая были задержаны первые трое подозреваемых (о чем официально сообщил СК РФ), а 2 мая их доставили в Сызрань. Уже 3 мая эти трое граждан Азербайджана (по информации телекана имена подозреваемых — Бабаев Ислам Азру оглы, Зохрабов Орхан Шырали оглы и Фаталиев Роман Рауф оглы) признали себя виновными в преступлении. 4 мая им были предъявлены обвинения. Все они давно проживали в посёлках Шигоны и Кушниково Шигонского района Самарской области (в 34 километрах от места преступления) и в городе Сызрань.
1. Роман Фаталиев (23 года) — родом из Азербайджана, жил в посёлке Шигоны, официально безработный, но работал на стройках (имел судимость во время учёбы в школе — два года условно за вымогательство и избиение[22]).
2. Ислам Бабаев (21 год) — родом из Азербайджана, жил в Сызрани, работал с братом на стройках.
3. Орхан Захрабов (24 года) — тоже из Азербайджана, жил в Сызрани, учился в политехническом колледже (ранее осуждённый и отсидевший три года за кражу баранов[23])[24].
4. Четвёртый подозреваемый Махмадали Ахмадов (24 года), таджик (женат на местной, которая приняла ислам, у них есть ребёнок), жил в посёлке Кушниково. Ахмадов бежал в Таджикистан через Казахстан за сутки до ареста сообщников[25]. Он якобы был задержан 4 мая в московском аэропорту «Домодедово», куда он прилетел из своего родного Душанбе (как утверждает СК РФ «…оперативные сотрудники ГУУР МВД России задержали в качестве подозреваемого в аэропорту Домодедово мужчину, прибывшего рейсом „Душанбе-Москва“. Накануне сотрудники МВД Республики Таджикистан установили, что подозреваемый намерен выехать из Душанбе в Москву.»[26]). По другим данным (как заявил на брифинге начальник ГУ МВД России по Самарской области Сергей Солодовников)[27] Ахмадов был задержан 3 мая на таджикско-афганской границе. 4 мая его самолётом доставили в Москву[28], а потом в Сызрань для следственных действий[29]. По версии следствия Ахмадов является организатором преступления[30][31]. Сам подозреваемый в Сызрани успел заявить репортёрам, что никого не убивал[32]. Более того, МВД Таджикистана сообщает, что никто Ахмадова на таджикско-афганской границе не задерживал, так как он не был в розыске[33] и что «Махмадали Ахмадов заявил, что не причастен к данному преступлению и намерен возвратиться в Российскую Федерацию, чтобы доказать свою невиновность»[34][35].

Со слов руководителя следственной группы — подполковника юстиции Хана Дмитрия Вилориевича, банда заранее готовилась к совершению разбойного нападения на дом семьи Гоштов в селе Ивашевка, заранее выбрав его по внешним добротным признакам постройки. Организатор банды Ахмадов заготовил орудия преступления, распилив пополам черенок от лопаты и обмотав полученные дубинки изолентой. Все четверо подозреваемых собрались 23 апреля около 10 вечера на выезде из г. Сызрань и, сменив машину, проехали в село Ивашевка.
Прибыв ночью в с. Ивашевка, преступники оставили машину около клуба и через поле пошли к дому Гоштов, вошли через проём в заборе огорода. Разбойники некоторое время ожидали, пока члены семьи Гоштов не уснут и не погасят свет в доме. Проникли злоумышленники в дом через незапертую входную дверь и забили всех жителей сначала на первом, потом на втором этаже. Уходя они забрали с собой сервер системы видеонаблюдения, где хранятся видеозаписи с охранных камер. Их добычей также стали ноутбук, дорогостоящие мобильные телефоны, планшет, а также другая техника и личные вещи потерпевших (всего — на сумму 193 тысячи рублей).
Далее они поехали в Ульяновск, но обнаружив в похищенной барсетке удостоверение полковника полиции Гошта, испугались и сделали остановку перед рекой Тишерек, где разбили видеорегистратор и утопили его вместе с одним из орудий преступления в реке под мостом. Позже следователи и криминалисты восстановили видеозаписи с разбитого регистратора и представили в суде неопровержимые доказательства виновности всех четверых. Кроме того, злоумышленники захоронили все похищенное имущество в лесопосадке у трассы на Ульяновск. А доехав до Ульяновска, они остановились возле магазина «Магнит», где Фаталиев (не зная ПИН кода) пытался получить деньги по пластиковой карте Гошта из банкомата «Сбербанка». Видеозапись с банкомата также приобщена к делу.

## Альтернативные версии
Некоторые специалисты и эксперты сомневаются в версии следствия о простом грабеже, указывая на ничтожную добычу грабителей, особую жестокость преступления и тщательную подготовку (заранее, ещё в феврале была отравлена собака хозяев, и собаки соседей — за несколько недель до преступления). В частности, бывший следователь Тельман Гдлян считает, что наводку на дом этим преступникам могли дать другие, более опытные, которые хотели свести счёты с Андреем Гоштом «Криминальные структуры могли дать наводку этим ребятам, что там очень много денег, золотых изделий и так далее — косвенное подталкивание к этому преступлению». Но следствию не удалось доказать заказной характер преступления.
А бывший старший следователь по особо важным делам при Генеральном прокуроре СССР, почётный адвокат Владимир Калиниченко проводит параллель с преступлениями банды ГТА и считает: «… по крайней мере, это отсутствие завладения имуществом говорит о том, что мотивы преступления могут быть совершенно другими. У меня есть своя самостоятельная версия. Я знаю, что в последние 10-15 лет, в Подмосковье особенно, на различных квартирах, и в Москве, на дачах, можно увидеть приезжающих людей кавказской национальности, из Средней Азии, которые ассимилируются здесь с оружием, продвигают различную литературу. Накануне убийства в Сызрани было сообщение в СМИ о том, что накрыли один молельный дом и задержали 60 человек. В этом доме находилась взрывчатка, оружие, экстремистская литература и так далее. Поэтому у меня остаётся версия о том, что у нас в стране сегодня совершаются или начали совершаться преступления совершенно другой направленности, никаких разбоев здесь нет. А речь идёт о дестабилизации обстановки на территории России путём совершения таких преступлений. Это все было и есть и на Западе, и было несколько лет назад, и сегодня процветает».
Заместитель руководителя второго следственного отдела 3-го следственного управления ГСУ СК России (с дислокацией в г. Н.Новгороде) подполковник юстиции Хан Дмитрий Вилориевич, будучи руководителем следственной группы и расследовавший данное преступление с первых и до последних дней, опроверг рассуждения своих бывших коллег. Согласно установленным им обстоятельствам дела банда Ахмадова была создана за месяц до нападения на дом Гоштов. Члены банды изначально планировали напасть на два иных жилища, расположенных вблизи г. Сызрань. К обоим домам бандиты приезжали с дубинками, но внешние обстоятельства заставляли их отказываться от доведения действий до конца. Дом Гоштов был третьим по счёту. Всевозможные версии совершенного убийства членов семьи Гоштов отрабатывались с первых мгновений расследования и до конца настолько глубоко и полно, что сомнений доказанной корыстности разбойного нападения членов банды не возникло ни у следователей, ни у прокуроров, ни у суда.

## Реакция политиков
После того, как стали известны имена, национальности и гражданства подозреваемых, последовала политическая реакция. Сенатор Совета Федерации РФ (от партии Единая Россия) Франц Клинцевич сделал неожиданное для правящей партии политическое заявление о необходимости введения визового режима со странами Средней Азии (кроме Казахстана и Киргизии) и о необходимости ужесточить требования к предоставлению гражданства РФ. «Зверское убийство экс-главы полиции Сызрани и его семьи выходцами из республик Средней Азии — это уже через край … у всех на памяти ужасная смерть московского ребёнка от рук сумасшедшей няни из Узбекистана». Клинцевич указал, что надо определиться, что важнее: хорошие отношения с бывшими советскими республиками или безопасность граждан РФ? Эту идею поддержали также правозащитики.
Позже, с учётом общественного резонанса от массовой драки иммигрантов из Средней Азии и выходцев с Северного Кавказа на Хованском кладбище Москвы 13 мая 2016, к этой идее присоединились и другие политики. Так ещё один сенатор, он же первый зампред комитета СФ по обороне и безопасности Евгений Серебренников выступил за введение визового режима для ряда государств, в частности, Таджикистана и Узбекистана, чтобы предотвратить подобные инциденты.
Однако, более вразумительное представление органа следствия об устранении обстоятельств, способствовавших совершению преступления, надлежаще рассмотрено не было. Следствие предлагало в обязательном порядке брать образцы крови у иммигрантов, прибывающих на территорию России, для последующего определения ДНК-профиля и быстрой идентификации личности преступников по биологическим следам на местах преступлений.

## Судебные заседания
Судебные заседания начались 24 октября 2016 года в закрытом режиме (по заявлению сына погибшего полицейского Гошта).
Подсудимые появились перед телекамерами только во время их вывода из зала суда, но на видеозаписи видны их ухмылки и улыбки. Один из них на обычные вопросы репортёров «Признаёте себя виновными?» ответил уверенно «Нет, конечно нет!». Так как два подсудимых (главарь Махмадали Ахмадов и Орхан Зохрабов) потребовали суда присяжных, то суд отложен на 2 недели из-за формирования коллегии присяжных.
Коллегию присяжных суду удалось сформировать 11 декабря 2016 и только со второй попытки (в конце октября явились только пять из 12 присяжных). Первое нормальное заседание суда присяжных назначили на 5 декабря 2016 года.
Утверждается, что все четверо обвиняемых на этапе следствия частично признавали свою вину, но все не согласны со степенью вины и некоторые со своей ролью в планировании преступления.
В конце января 2017 появились сообщения, что суд присяжных вроде вынес обвинительный приговор. Махмадали Ахмадов, которого следствие сочло главарём, не признал свою вину именно в части организации всего преступления. Все четверо обвиняемых на суде признали, что пришли в дом с целью грабежа, но при этом они утверждали, что не знали о наличии в доме людей.

### Приговор
22 февраля суд вынес приговор — Махмадали Ахмадова и Романа Фаталиева приговорили к пожизненному заключению в колонии особого режима. Исламу Бабаеву дали 25 лет, а Охрану Зохрабову — 26 лет. Старший прокурор отдела гособвинителей Самарской областной прокуратуры Елена Снигирь заявила: «Бабаев ранее присяжными был признан заслуживающим снисхождения по всем эпизодам предъявленного обвинения, Зохрабов и Фаталиев — только в части покушения на убийство малолетней».
Суд удовлетворил требования потерпевших на общую сумму более 12 млн рублей. 5 миллионов получит сын погибшего полковника Хельмут Гошт, 4 миллиона — брат Евгений Гошт, чья дочка выжила после жестокой расправы над семьёй Гоштов, и ещё 3 млн руб. — Андрей Потолков, муж племянницы полицейского. Было удовлетворено требование Хельмута Гошта о том, чтобы его уведомили, когда убийцы доедут до места лишения свободы, а также об их освобождении.
Махмадали Ахмадов отправлен отбывать назначенное наказание в колонию Чёрный дельфин в Оренбургской области.